# 妖蛆の館
妖蛆の館（ようしゅのやかた、原題：英: The House of the Worm）は、アメリカ合衆国の小説家ゲイリー・メイヤーズが発表した小説。クトゥルフ神話の一つ。
1970年の雑誌掲載版と、1975年の単行本表題作と、2013年の作品集版の3つがあり、内容が大幅に異なる。日本語翻訳されているのは1番目のみで、作者名は「マイヤーズ」と表記されている。

## 概要
当時大学生のメイヤーズが、アーカムハウスのオーガスト・ダーレスに認められ、まず1970年にアーカムハウスの雑誌『アーカム・コレクター 第7号』（1970年夏季号）に収録される。ダーレス没後の1975年に単行本が出版され、単行本の表題作であるが、内容が大幅に書き替えられている。
H・P・ラヴクラフトの作品は、コズミック・ホラー（クトゥルフ神話）系統とドリームランド系統の2路線に大別でき、オーガスト・ダーレスはクトゥルフ神話を書き継いだ。そこに独自の路線を打ち出してダーレスに注目されたのが、メイヤーズである。メイヤーズは、ドリームランドと旧神を主題にして独自の世界観を築いた。東雅夫は『クトゥルー神話辞典』にて「ラヴクラフトの<夢の国>を舞台に、ダーレス神話の"旧神"対"旧支配者"のテーマを展開する意欲作」と解説している。
タイトルは、フランク・ベルナップ・ロング作品の登場人物「ハワード」による作中作『The House of the Worm』（青心社訳版邦題：蛆の館）と同名である。
本作にはオリジナルのドリームランドの土地として、「カール平原のヴォルナイ」と「妖蛆の館」が登場する。
メイヤーズの設定は他作家作品への表立った流用例はほとんど無いものの、ケイオシアム社のTRPGには継承されており、特にサプリメント『ラヴクラフトの幻夢境』にてみられる。またドリームランドとクトゥルフ神話を結びつけるという同様の手法自体は、ブライアン・ラムレイも用いており、ラムレイは異なる方針を取りオカルトアクション性を強調した。
メイヤーズは神話作品を発表していなかったが、2007年に37年ぶりに2冊目の神話作品集『Dark Wisdom』を刊行した。この出来事はファンを驚かせたと、翌年日本での新装再刊真クにて言及されている。

## 初出版

### 解説
1970年にアーカムハウスの雑誌『アーカム・コレクター 第7号』（1970年夏季号）に収録され、日本では国書刊行会の『真ク・リトル・リトル神話大系』に収録。日本語翻訳されているゲイリー・メイヤーズ唯一のクトゥルフ神話作品である。
ラヴクラフトのドリームランドにダーレス神話（旧神/旧支配者）が取り込まれているという特徴がある。
独自世界観や設定の重要な情報は多いのだが、全体像はわからず断片が語られるのみ。しかも、老人の話を半白鬚から「また聞き」して主人公が知るという状況のため、具体的な記述は本当に少ない。

### 主な登場人物
- わたし - 本来は、目覚めの世界の住人。幻夢郷の各地を訪れた探究者であり、妖蛆の館を突き止める。
- ヴォルナイの住民 - 老人が館に住むようになるまでの話を語る。
- 「半白鬚」（グレイビアド）[注 1] - 老人の饗宴の話を語る。妖蛆の館の最後の饗宴の、唯一の存命当事者であり、世捨て人となっている。狂っており、ベテルギウスが雲に隠れる夜に奇妙な物神を拝んでいる。
- 妖蛆の館の老人 - 過去に存在した人物。妖蛆の館で饗宴を催した。ノーデンスの命を受けた<封印の守護者>だという。

### あらすじ
わたしは目覚めの世界から幻夢郷に行くことができる者である。わたしは幻夢郷のカール平原を訪れ、住人たちから「妖蛆の館の老人」の伝説を聞く。老人の噂についてはほとんどが眉唾な上に、住人たちは肝心のところを話したがらなかったが、出来事の生き証人「半白鬚」が存命であり、狂った彼に酒を差し入れて話を聞き出す。
丘の上に立つ5本の石柱内側には悪鬼が棲むと言われており、迷信と冷やかしに見に行った若者が、翌朝戻って来たときには老人に変貌していた。数えて八日目の晩、ヴォルナイの住人たちは悪夢にうなされ、魔物が家の外をうろつく。翌朝、老人は館へと移住する。100年が過ぎた頃、老人は饗宴を催して街の者を招く。人々はいぶかしみ、長命の老人を悪魔のように噂するが、若者たちは迷信と笑い、館へと赴く。饗宴は何度も行われたが、老人が語る奇怪な異次元の話に、賓客は怯えるか狂い、再び行く者は減る。
最後の饗宴の客は3人であった。老人は旧神と旧支配者について語る。石柱は旧神が施した封印であり、老人は己が封印の守護者だと言い出す。だが老人は突然話をやめて、何かを察して恐怖に震え出す。どこからか笛の音が響いてくる。3人は老人に従う形で地下通路を進み、井戸へ。笛の音は井戸から漏れ出てきている。井戸は墓穴であり、老人はノーデンスの命を受けて封印を監視しているが、今や地獄の底から彼らが上がってきているのだと言う。老人は、守護者の自分が生きている限り奴らには何もできやしないと絶叫するが、井戸から上がってきた何かに引きずり込まれて消える。
そこで半白鬚は酔い潰れて眠りに落ち、話は中断して終わる。わたしは、妖蛆の館を自分の目で見ようと出発する。そして館を見つけた正にそのとき、天空のベテルギウスが何かおかしい。赤星から輝きが消え、石柱が消滅し、館の地下からは――……
わたしは幻夢郷に行く者である。現実よりも夢の世界を愛していた。だが妖蛆の館を見てからは、眠りにつく勇気がない。わたしはもう二度と幻夢郷には行くまい。夢の世界は旧支配者が君臨しており、人の住むところではなくなっている。やがて目覚めの世界もそうなるだろう。

### 世界観・用語解説
妖蛆の館（ようしゅのやかた）
幻夢郷のカール平原のヴォルナイの街の丘に、5本の石柱に囲まれて建つ館。かつては老人が住んでいたが、老人が姿を消してから廃墟となった。
館内のあらゆる物品に五芒星が描かれている。さらに館の周囲を、奇怪な文字や図象が描かれた黒い石柱が、五芒星を描くように配置されている。伝説では石柱はカダスの<大いなる者>が手掛けたという。五芒星は封印である（クトゥルフ神話のアイテム：旧神の印）
メイヤーズの神話設定：初期版
全能の旧神に、旧支配者たちは逆らって戦ったが、敗れて外なる闇へと追放され、五芒星で封印された。旧神とノーデンスは、邪神達を抑え込んだうえで、妖蛆の館の老人を<封印の守護者>に任命して封印を監視させている。ベテルギウスに棲まう旧神が眠って警戒が怠ったときに、旧支配者たちが復活するだろうと言われている。幻夢境カダスの<大いなる者>は、偉大な旧神・旧支配者たちの下僕にすぎない。
旧神の一人、女神ヌセクンブル Nsekmblについて、少し言及がある。なおこの女神の名前は連作第2話にてヌッセ＝カームブルN'sse Kaamblに変わった。

## 第2版
1975年に刊行された『The House of the Worm』に収録。単行本収録10短編の最初の1話・表題作。日本では未訳。
女神ヌセクンブルは、ヌトセ＝カームブルN'tse-Kaamblに改名された。ほか、神話設定が大幅にリメイクされている。簡単に言うと、旧神の設定が弱体化し、旧神＝カダスの大いなるものという位置づけとなる。初出版のように邪神達を力で抑えつけているのではなく、小細工で眠らせているにすぎないというもの。ダーレス神話要素が弱くなり、ラヴクラフト神話に近くなった。

## 第3版
2013年に刊行された『The Country of the Worm』に収録。既存シリーズに新作を加え、さらに既存内容も大きく書き替えられた。日本では未訳。
女神ヌトセ＝カームブルは、ジン＝マー＝キーDjin-Mah-Kweeに改名された。神話設定の内容的には、初出版に近いものに戻った。

## TRPGサプリメント『ラヴクラフトの幻夢境』
土地の「カアル」「ヴォルナイ」「妖蛆の館」、人物の「老人」、旧き神「ヌトセ＝カームブル」などの説明がある。女神の名前に表れているように、設定は第2版ベースである。また当サプリメントは複数のドリームランド作品を矛盾ないように統合した形となるため、メイヤーズ設定に特化してはいない。さらに独自の追加設定がある。

## 収録
- 『真ク・リトル・リトル神話大系3』国書刊行会、小林勇次訳
- 『新編真ク・リトル・リトル神話大系5』国書刊行会、小林勇次訳

## 関連作品
- 霧の高みの不思議な家
- 未知なるカダスを夢に求めて
- アリシア・Y - 封印守護者に相当するキャラクターが登場する。